# ديفيد لوبيز فرنانديز
ديفيد لوبيز فرنانديز (بالإسبانية: Jorge David López Fernández)‏ (23 أبريل 1956 في إسبانيا - ) هو لاعب كرة قدم إسباني في مركز الوسط، شارك في الألعاب الأولمبية الصيفية 1980. وشارك مع منتخب إسبانيا تحت 23 سنة لكرة القدم ومنتخب إسبانيا ب لكرة القدم ومنتخب إسبانيا لكرة القدم. أما مع النوادي، فقد لعب مع ريال سبورتينغ خيخون وسبورتينغ خيخون ب ونادي سمورة ونادي ليفانتي.

## وصلات خارجية
- ديفيد لوبيز فرنانديز على موقع الاتحاد الدولي (مؤرشف)  (الإنجليزية)
- ديفيد لوبيز فرنانديز على موقع قاعدة بيانات كرة القدم.إي يو (الإنجليزية)
- ديفيد لوبيز فرنانديز على موقع أوليمبيديا (الإنجليزية)